# ナモザイン教会の戦い

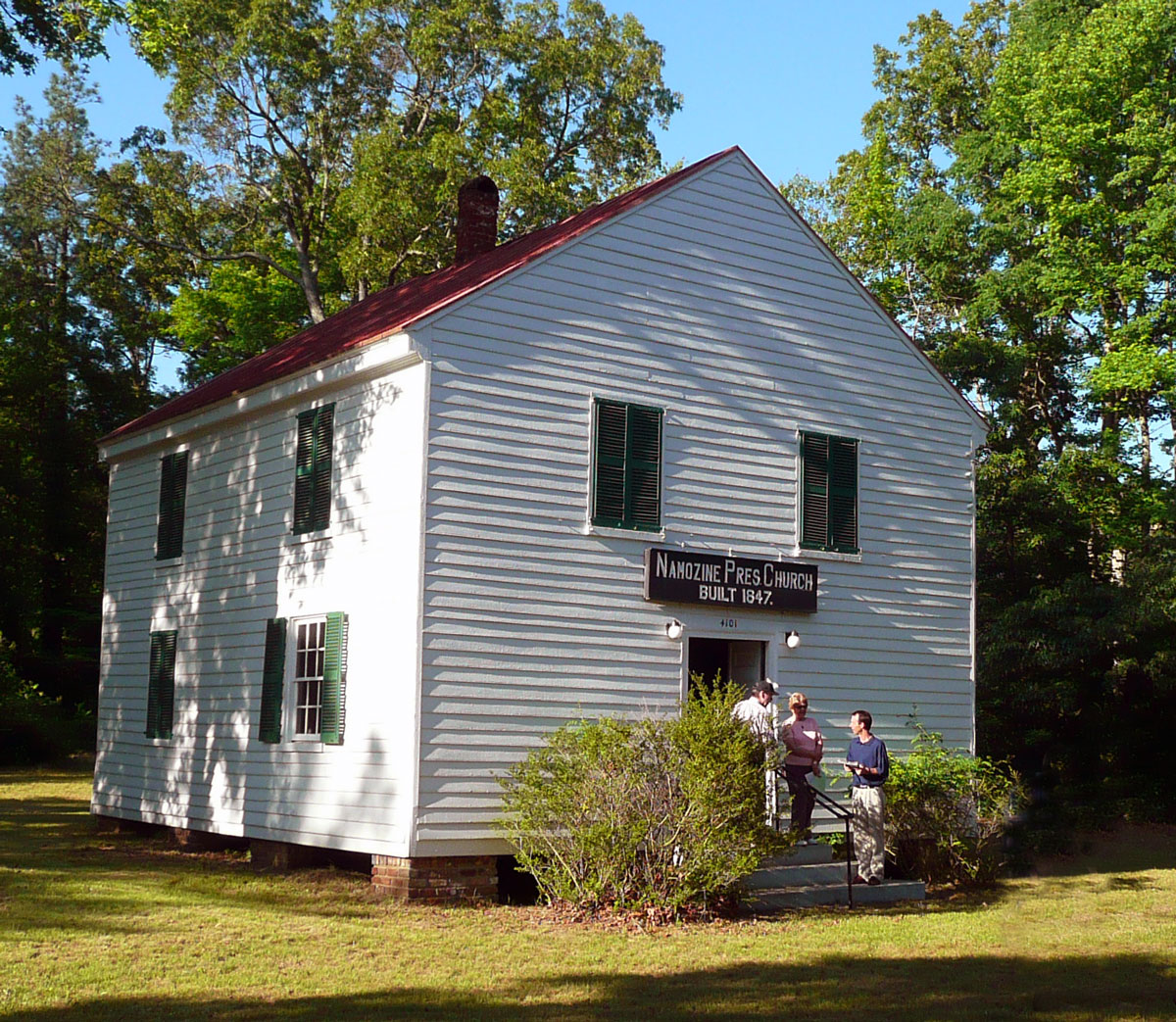
ナモザイン長老派教会（2009年）。「アメリア・コートハウス歴史協会（ヴァージニア州アメリア郡）」によって管理されている。

ナモザイン教会の戦い（ナモザインきょうかいのたたかい、英: Battle of Namozine Church）は、南北戦争も最終盤となった1865年4月3日に、バージニア州アメリア郡で起きたアポマトックス方面作戦の戦闘である。ロバート・E・リー将軍の指揮する南軍北バージニア軍が前日4月2日にリッチモンド、ピーターズバーグ両市を脱出してから、ユリシーズ・グラント中将が全軍指揮する北軍（ポトマック軍、シェナンドー軍、ジェームズ軍）の部隊との最初の戦闘となった。この戦闘で実際に戦ったのは、このときはまだ北軍シェナンドー軍と呼ばれた軍を、独立して指揮していたフィリップ・シェリダン少将の配下、ジョージ・アームストロング・カスター准将（名誉少将）の騎兵師団の旅団、特にウィリアム・ウェルズ大佐（名誉准将）の旅団であり、また南軍はウィリアム・P・ロバーツ准将とルーファス・バリンジャーの後衛騎兵旅団であり、後にブッシュロッド・ジョンソン少将師団から歩兵部隊も加わった。
この戦闘は前日に行われた第三次ピーターズバーグの戦い（ピーターズバーグの突破、あるいはピーターズバーグの陥落とも呼ばれる）の後で、ピーターズバーグとリッチモンドが陥落し、逃亡する南軍（北バージニア軍とリッチモンドの地元防衛軍）に対する北軍による飽くなき追撃の始まりとなった。この戦闘の6日後の1865年4月9日には、アポマトックス・コートハウスの戦い後にリーの北バージニア軍降伏に繋がった。カスター将軍の弟であるトマス・カスターは、この戦闘を含め4日間の勇敢な行動によって、2つの名誉勲章を授与された最初の者となった。

## 背景

### ピーターズバーグの包囲と突破
292日に及んだリッチモンド・ピータースバーグ方面作戦（ピーターズバーグ包囲戦）の間、北軍の総司令官ユリシーズ・グラントは塹壕と消耗戦の作戦を遂行するしかなくなった。数的に劣勢な南軍を消耗させ、ピーターズバーグとリッチモンドへの供給源と供給線を破壊または遮断し、防衛線を長くさせることで弱っていく南軍に限界まで守らせるようにすることだった。1865年2月5日から7日に起きたハッチャーズランの戦いの後、前線はさらに4マイル (6.4 km) 伸び、リーが新しい守備隊を入れた後はもう予備隊がほとんど無かった。リーはその軍隊でこれ以上防御を維持できないと考え、さらに戦争を継続するためには、その軍隊の一部あるいは全軍がリッチモンドとピーターズバーグを離れ、ダンビルあるいはおそらくリンチバーグで食料や物資を補給し、ノースカロライナ州で北軍ウィリアム・シャーマン少将の軍に対抗しているジョセフ・ジョンストン将軍の軍隊と合流しなければならないことが分かっていた。南軍が即座にシャーマン軍を破れなければ、グラント軍がシャーマン軍の残りと合流できる前に、グラント軍に対抗するために戻って来ることになるはずだった。
リーは、1865年3月25日にステッドマン砦とジョーンズ農園で南軍が敗北した後、グラントが直ぐに南軍に残されたピーターズバーグへの供給線であるサウスサイド鉄道とボイドトン板張り道路の方向に動いて来て、恐らくはリッチモンドとピーターズバーグからの退路を遮断することになると理解した。
1865年3月28日から29日の夜に始まった北軍の攻勢により、ルイス農園の戦い、ホワイトオーク道路の戦い、ディンウィディ・コートハウスの戦いと続き、4月1日のファイブフォークスの戦いと4月2日の第三次ピーターズバーグの戦いによって、グラントの北軍は遂にピーターズバーグの防衛線を突破した。
フィリップ・シェリダン少将の指揮下にこの時もシェナンドー軍として組織されていた軍は、元々の騎兵軍団にポトマック軍から派遣されたばかりの第5軍団が加わり、総勢は約22,000名になっていた。4月1日、このシェナンドー軍が南軍の前線西端からさらに4マイル (6.4 km) のファイブフォークスで、南軍北バージニア軍からジョージ・ピケット少将の下に派遣された騎兵と歩兵のタスクフォース約1万名を破った。南軍は約800名の損失を出し、さらには2,400名ないし4,000名を捕虜に取られて失い、戦略的な地点であるファイブフォークスの交差点から、サウスサイド鉄道沿いのフォード駅あるいはフォードの集会所に後退した 。
4月2日の第三次ピーターズバーグの戦いの後、南軍はハッチャーズランの西、ホワイトオーク道路沿いのクレイボーン道路と出会うファイブフォークスの真東で4個旅団が防御線を張った。北軍ポトマック軍のアンドリュー・A・ハンフリーズ少将の指揮する第2軍団がこの南軍部隊を攻撃して、サウスサイド鉄道のサザランド駅にまで後退させた。4月2日の戦闘中に戦死したA・P・ヒル中将の後任として軍団長となったヘンリー・ヒース少将がこれら旅団と共に防衛線を組織していたが、ヒースがピーターズバーグに戻った後はジョン・R・コーク准将にその指揮を預けていた 。
同じく4月2日午後に起きたサザランド駅の戦いで、北軍のネルソン・マイルズ准将の指揮する師団がサウスサイド鉄道の最後の防衛線を突破し、南軍の供給線と退路をも遮断した。急ごしらえで作られた防衛線に対する北軍1個旅団のみの最初の攻撃は、大きな損失を出して撃退された。マイルスは2個旅団で南軍の陣地を奪おうとして失敗した後、その日の午後半ばに再度、このときは全軍で南軍を攻撃して圧倒し、南軍左翼を占めていたサミュエル・マクゴワン准将旅団を崩壊させ始めた。この南軍の敗北により、最後の供給線であるサウスサイド鉄道が遮断され、ロバート・E・リー将軍の北バージニア軍はピーターズバーグとリッチモンド両市を棄てて西方に逃げ出さざるを得なくなった。

### 南軍の逃亡
リー将軍の北バージニア軍は、4月2日から3日にかけての夜中にピーターズバーグとリッチモンド両市から脱出し、ダンビルへの行軍を開始した。その先はノースカロライナ州でウィリアム・シャーマン少将の指揮する北軍の侵攻を遅らせようとしていたジョセフ・ジョンストンの軍隊と合流することが期待されていた。北バージニア軍の多く、さらにジェファーソン・デイヴィス大統領とその閣僚達は、4月3日に北軍がピーターズバーグとリッチモンド両市に入って来る前に両市から脱出できていた。南軍はその後衛部隊がグレッグ砦とウィットワース砦、さらにマホーン砦で北軍に対して抵抗してその歩みを遅らせ、さらにサザランド駅の戦いでも懸命の遅延工作を行ったので、南軍は北軍の追撃部隊に先立って良いスタートを切れていた。リー将軍は当初、ピーターズバーグとリッチモンドを離れたときの4つの部隊がリッチモンドの南西39マイル (63 km) にあるアメリア・コートハウスに集結して、物資補給を行う作戦だった。リーの軍隊の兵士は僅か1日分の食料を持っただけで、ピーターズバーグとリッチモンドを離れていた。アメリア・コートハウスに来て軍隊と落ち合うよう命令していた食料の輜重隊が到着するのを期待していた。

## ナモザイン教会の戦い
リー軍の多くはアポマトックス川の北岸を西に行軍したが、ジョージ・ピケット少将とブッシュロッド・ジョンソン少将の師団の残り部隊、さらにフィッツヒュー・リー少将の騎兵隊が後衛として川の南岸を移動した。ジョンソンの部隊にはヘンリー・A・ワイズ、ウィリアム・ヘンリー・ウォレス、ヤング・マーシャル・ムーディ各准将の旅団が入り、フィッツヒュー・リー少将の騎兵隊にはトマス・マンフォード大佐と、W・H・F・"ルーニー"・リー少将の騎兵師団が含まれていた。リー軍の大半はピーターズバーグとリッチモンドを後にして、北軍に対して実質的に1日分の行程を先行していたが、フィリップ・シェリダン少将の騎兵と歩兵軍団軍隊の前衛部隊は、リー軍を北に置いて南に並行して走るルートで追跡できていた。北軍騎兵隊は南軍がピーターズバーグを出てから間もない時から、嫌がらせを行い、小競り合いを挑んでいた。南軍の後衛は下馬した騎兵部隊であり、追撃する北軍騎兵隊に対してしばしば道路を塞いで牽制していた。4月2日夜には既に、フィッツヒュー・リー少将の騎兵隊が、追撃してきた北軍トマス・デビン准将の騎兵師団の部隊と接触しており、ブッシュロッド・ジョンソン少将の歩兵部隊は北軍騎兵を追い返すために、ナモザイン道路に沿って一連の胸壁を拵えていた。
.
1865年4月3日、北軍騎兵隊の先行部隊がウィリコマック・クリークとナモザイン教会で南軍の後衛騎兵隊と戦った。4月3日早朝、ナモザイン・クリークの浅瀬で、追撃の先遣隊となっていたカスター第3騎兵師団ウィリアム・ウェルズ大佐の指揮する第2旅団の連隊がルーニー・リー隊の後衛を脅かした。この後衛はウィリアム・P・ロバーツ准将の騎兵旅団と幾らかの歩兵部隊だった。ロバーツはノースカロライナ第4騎兵隊と同第16騎兵大隊を下馬させ、クリークの西岸で塹壕に入らせた。カスターが大砲を持ち出して、散弾で南軍騎兵を砲撃する一方、バーモント第1志願騎兵隊は敵の側面を衝くために敵に見えない所でクリークを渡った。南軍はこの操作を見破ったとき、さらに道路を下ったところで再集合するために直ぐに陣地から逃げ出した。カスターの師団がその後でクリークを渡り、約5マイル (8 km) 離れたナモザイン教会の方向に向かった。カスター第3師団の前衛騎兵旅団であるウィリアム・ウェルズ大佐の第2旅団が、クリーク沿いで南軍ルーファス・バリンジャー准将の騎兵隊を攻撃しており、道路沿いで走りながらの戦いとなり、ナモザイン教会に到着するまで続いた。
南軍バリンジャーのノースカロライナ第1および第2志願騎兵隊は大砲1門を持っており、ノースカロライナ第5騎兵連隊が予備隊にあり、北軍ジェイムズ・ブリス少佐の指揮するウェルズ旅団ニューヨーク第8志願騎兵隊がナモザイン教会に到着したときに反撃した。激しい戦闘後に、北軍はジョン・J・コッピンジャー大佐の指揮するニューヨーク第15志願騎兵隊と、ジョサイア・ホール中佐の指揮するバーモント第1志願騎兵隊が援軍に到着し、南軍の騎兵隊が追い返された。午前9時頃、ウェルズの旅団全体が攻撃を始めた時に、カスター准将の弟であるトム・カスター大尉がその馬を駆ってまだ南軍騎兵隊のいる急ごしらえのバリケードを飛び越え、南軍士官3名と兵卒11名を捕虜にし、ノースカロライナ第2騎兵隊の軍旗を捕獲した。トム・カスターはこの行動で名誉勲章の最初のものを授与され、さらに4日後にも名誉勲章を授与される行動を行うことになった 。
バリンジャーの南軍騎兵隊は、ブッシュロッド・ジョンソン少将の歩兵師団が午前8時頃にナモザイン教会の近くを通り過ぎるために十分な時間を稼いだ。ジョンソンにとって不幸だったのは、その部隊が道の分かれ目で間違った方向を選んでしまい、洪水を起こして水中にあったディープ・クリークに架かる橋の手前で立ち往生してしまったことだった。北軍の騎兵隊が南軍騎兵隊を駆逐したが、ノースカロライナ騎兵隊がナモザイン教会の道路交差点を十分な時間だけ保持しており、ジョンソン隊は道を戻って正しい方向に修正できる時間があった。ジョンソン将軍がその師団と共に接近してくると、カスターの部隊が後退を強いられることとなり、南軍はアポマトックス川の支流であるディープ・クリークを渡って進むことができた。この時、南軍フィッツヒュー・リー少将と、ロバート・E・リー将軍の次男である"ルーニー"・リーがその騎兵隊を分けて撤退を続けていた。カスターはその後も逃亡する南軍を追いかけたが、暗闇が近づいた頃に、スウィートハウス・クリークでジョンソン師団の歩兵部隊からかなりの抵抗に遭い、その夜の追跡を止めた。しかし、暗くなった後に、ウェルズの旅団がディープ・クリーク沿いでフィッツヒュー・リーの部隊に対する攻撃を続けた。バリンジャー准将とその部隊兵の多くが、南軍の灰色の制服を着ていたシェリダンの斥候部隊の罠に嵌って捉われた。ルーニー・リーの副参謀であるJ・D・ファーガソン少佐も捕虜になった。その夜、シェリダン軍はナモザイン教会からディープ・クリークに至る道路沿いで宿営し、一方南軍の歩兵部隊と騎兵隊の残りは、集合地点とされていたアメリア・コートハウスへの行軍を続けた。そこに着けば必要とする物資と食料が得られるはずだった。
ウェルズ大佐はこの戦闘で戦死負傷合わせ95名の騎兵の損失を出した。南軍の損失の総数は不明だが、カスター隊は多くの南軍兵を捕虜にすることができた。捕虜の数は350名、捕獲した馬は100頭、他に大砲1門を捕獲し、ナモザイン教会までの道路も確保した。南軍のジョンソン将軍はその師団で15名が負傷したと報告していた。この戦闘後、ナモザイン教会は野戦病院として使われ、またシェリダン少将が一時的な作戦本部にも使った。

## 戦闘の後
1865年4月4日、両軍はタバナクル教会あるいはビーバーポンド・クリーク、さらにアメリア・コートハウスで小競り合いを演じた。一方、シェリダン軍はジーターズビルとバークビルの集落を占領し、それでリー軍のリッチモンド・アンド・ダンビル鉄道へのアクセスと南西に直接向かうルートを遮断した。リーはリッチモンドの南西39マイル (63 km) にあるアメリア・コートハウスで輜重隊を見つけられると期待していたが、その部隊が4月4日にそこに到着した時には、軍需物資、弾薬、弾薬箱、ハーネスのみを積んだ輜重隊を発見しただけだった。輜重隊は食料調達に失敗して遅れ、あるいは歴史家が主張しているように、雨で膨れ上がった川を渡すために舟橋を持ってくるために遅れたために、リーは、ファームビルで食料を見つけられることを期待して、その飢えた軍に行軍を再開するよう命じなければならなかった。
1865年4月5日、シェリダンはジョージ・クルック少将に命じてその左側面を偵察するために、ジーターズビルの北に騎兵偵察隊を派遣させた。ジーターズビルから4マイル (6.4 km) ないし 7マイル (11.2 km) の間で、北軍のヘンリー・E・デイビース・ジュニア准将の部隊が南軍の輜重隊約200両を攻撃して破壊し、少なくとも300名を捕虜にした。南軍騎兵隊がアメリア・スプリングスを抜けて走りながらデイビースの後衛部隊と交戦したが、デイビース隊はジーターズビル近くで援軍と合流でき、損失を最小にし、捕虜を連れて帰ることもできた。
4月6日朝、ポトマック軍司令官ジョージ・ミードは、南軍がアメリア・コートハウスに集合したままであり、グラントやシェリダンが疑っていたにも拘わらず、南軍は動いていると考え、その朝、アメリア・コートハウスの方向にポトマック軍の歩兵部隊を派遣した。その北軍は間も無く、リーが西への移動を始めたのを知って、追撃を継続するためにその行軍の方向を変更した。4月6日午後、北バージニア軍に残っていた勢力の約5分の1が、セイラーズクリークの戦いで本体から切り離され、殺されるか捕虜になった。その総数は約8,000名であり、その中にはリチャード・イーウェル中将など9人の将軍も含まれていた。これはリー軍としてリッチモンドとピーターズバーグを離れた総勢の約6分の1に相当した。
その後の3日間でさらに5回の小さな戦闘が起きた後、北バージニア軍が崩壊していき、北軍がその残存部隊を取り囲んだことで、リーは1865年4月9日、リッチモンドから西に約90マイル (144 km) のアポマトックス・コートハウスで、その軍と共にグラントに降伏した。

## 現在の戦場跡
ナモザイン教会の戦いの跡は現在森が深くなっているものの、良く保存されている。ナモザイン長老派教会は現在も立っており、アメリア・コートハウス歴史協会が所有している。

## 原註
1. ↑  バリンジャーの旅団にはノースカロライナ第3志願騎兵隊も入っていた
2. ↑  ウィリアム・ウェルズ大佐は1865年5月19日に、志願兵の准将に指名された。 Warner, Ezra J. Generals in Blue: Lives of the Union Commanders. Baton Rouge: Louisiana State University Press, 1964. ISBN 0-8071-0822-7. p. 550.
3. ↑  Kinzer, Charles E. "Battle of Sayler's Creek/Harper's Farm." In Encyclopedia of the American Civil War: A Political, Social, and Military History, edited by David S. Heidler and Jeanne T. Heidler. New York: W. W. Norton & Company, 2000. ISBN 978-0-393-04758-5. p. 1709. 著者によって、セイラーズクリークで北バージニア軍に残っていた有効勢力の3分の1近くが北軍によって殺されあるいは捕獲されたとしているが、通常言われているのは5分の1から4分の1程度である
4. ↑  March 2015.

## 関連図書
- McPherson, James M. Battle Cry of Freedom: The Civil War Era. Oxford History of the United States. New York: Oxford University Press, 1988. ISBN 0-19-503863-0.
- Tremain, Henry Edwin. The Last Hours of Sheridan's Cavalry. New York: Bonnell, Silvers and Bowers, 1904. Reprint of 1871–1872 publication. OCLC 4368467. Retrieved December 22, 2010.